# 林田愼之助
林田 愼之助（はやしだ しんのすけ、1932年10月6日 -）は、中国文学者、神戸女子大学名誉教授。一般向けの著書も多数刊行している。文学博士（九州大学より取得)。
福岡県飯塚市の生まれ。福岡県立嘉穂高等学校を経て山口大学文理学部を卒業。1963年に九州大学大学院文学研究科中国文学専攻博士課程を満期退学する。大学院では目加田誠の指導を受けた。1980年に「中国中世文学評論史」で文学博士の学位を九州大学より取得した。福岡教育大学助教授、九大文学部助教授、神戸女子大学文学部教授を歴任。2003年に退官、名誉教授となる。

## 著書
- 『中国中世文学評論史』創文社 東洋学叢書 1979
- 『魯迅のなかの古典』創文社 1981
- 『中国の詩人 その詩と生涯 9 柳宗元 枯淡詩人』集英社 1983
- 『中国の人と思想 6 司馬遷 起死回生を期す』集英社 1984／集英社文庫 1991。単著
- 『中国の英傑 5 諸葛孔明 泣いて馬謖を斬る』集英社 1986／集英社文庫 1991。同
- 『中国の都城 1 北京物語 黄金の甍と朱楼の都』集英社 1987／講談社学術文庫 2005。同
- 『人間三国志 1　覇者の条件』集英社 1989／集英社文庫 1992
- 『人間三国志 2　軍師の采配』集英社 1989／集英社文庫 1992
- 『人間三国志 3　豪勇の咆哮』集英社 1989／集英社文庫 1992
- 『人間三国志 4　民衆の反乱』集英社 1990
- 『人間三国志 5　詩人の憂鬱』集英社 1990
- 『人間三国志 6　竹林の七賢』集英社 1990
- 『中国文学の底に流れるもの』創文社 1992
- 『三国志 風と雲と龍 曹操と諸葛孔明』集英社 1994
- 『現代に生きる孔明の人材学 人を発掘し、育て、活かす"人材のリストラ"の知恵』ごま書房 1994
- 『漢詩をたのしむ』講談社現代新書 1999。中国名作選
- 『中国文学 その心の風景』創文社 2001
- 『「タオ＝道」の思想』講談社現代新書 2002
- 『漢詩のこころ 日本名作選』講談社現代新書 2006
- 『史記・貨殖列伝を読み解く 富豪への王道』講談社 2007
- 『三国志と乱世の詩人』講談社 2009
- 『六朝の文学覚書』創文社 中国学芸叢書 2010
- 『漢詩を味わう』日経プレミアシリーズ新書 2011
- 『中国文学 その人生の時』創文社 2013
- 『幕末維新の漢詩　志士たちの人生を読む』筑摩書房〈筑摩選書〉 2014
- 『曹操 「三国志」の英雄』清水書院「新・人と歴史」2019
- 『劉備玄徳と孫権 「三国志」の英雄』清水書院「新・人と歴史」2020
- 『諸葛孔明 「三国志」の英雄』清水書院「新・人と歴史」2021

### 共著・編著
- 『定本弘法大師全集6　文鏡秘府論』 弘法大師著作研究会編、高野山密教文化研究所 1997。校訂
- 『日本漢詩人選集15 広瀬淡窓』 研文出版 2005。訳・註解
- 『叢書・日本の思想家 儒学編　高杉晋作・久坂玄瑞』 明徳出版社 2012。前者を担当。後者は亀田一邦
- 『図説 三国志の世界』 岡田明彦写真 河出書房新社・ふくろうの本 2011
- 顔之推『顔氏家訓』講談社学術文庫 2018。編訳
- 『久坂玄瑞全訳詩集　久坂天籟詩文稿併録』亀田一邦共著 明徳出版社 2019
- 『陶淵明全詩文集』ちくま学芸文庫 2022。訳・註解

## 記念論文集
- 『中国読書人の政治と文学』林田愼之助博士古稀記念論集編集委員会編 創文社 2002
- 『三国志論集 林田愼之助博士傘寿記念』三国志学会 2012

## 参考
- ISBN　978-4-89619-650-4
- 林田愼之助教授退職記念号  神女大国文 2003-03
- 『現代日本人名録』2002年